# LPGA Tour 1988
Navigation
Édition précédente Édition suivante
Le LPGA Tour 1988 est la trentième-neuvième édition du Ladies Professional Golf Association Tour (LPGA), circuit professionnel féminin de golf, qui se déroule du 4 février 1988 au 6 novembre 1988. Axé sur les États-Unis, la LPGA a entrepris la tenue de tournois hors du continent américain ces dernières saisons, ainsi cette saison voit des tournois programmés au Canada et au Japon. Cette trentième-neuvième édition de ce circuit permet de proposer un certain nombre de tournois professionnels destinés aux femmes en dehors des compétitions amateurs. La volonté de la professionnalisation des golfeuses leur permet désormais de gagner de l'argent en jouant au golf.
Cette saison comporte trente-quatre tournois, soit un de plus qu'en 1987, auxquels sont insérées des dotations financières en fonction du résultat de la golfeuse. Quatre de ces tournois sont considérés comme « tournoi majeur » - le Nabisco Dinah Shore, le Championnat de la LPGA, le Classique du Maurier et l'Open américain - et sont considérés comme les plus prestigieux et difficiles à remporter.
L'Américaine Nancy Lopez est désignée « Joueuse de l'année de la LPGA » (« Player of the Year ») pour la quatrième fois de sa carrière mais le classement des gains est remporté par Sherri Turner pour la première fois avec des gains de 350 851 $ en remportant deux victoires dont un tournoi majeur : le Championnat de la LPGA. Les trois autres tournois majeurs sont remportés par Amy Alcott (Nabisco Dinah Shore), Sally Little (Classic du Maurier) et la Suédoise Liselotte Neumann (Open américain). Enfin, le « Trophée Vare » récompensant la golfeuse ayant la moyenne de score la plus basse de la saison est également remporté par Colleen Walker pour la première fois de sa carrière.

## Histoire
Pour l'organisation de cette trentième-neuvième édition, la majorité des tournois se disputent aux États-Unis mais quatre tournois sont programmés hors des États-Unis. Comme la saison précédente, la LPGA décide d'organiser des tournois hors des frontières des États-Unis avec la tenue de tournois programmés au Canada et au Japon. La majorité des joueuses sont des golfeuses principalement américaines professionnelles et amateures mais la LPGA intègre quelques années des golfeuses étrangères. Le calendrier fait débuter la saison par le Classique de Mazda en Floride remporté par Nancy Lopez. Au cours de cette saison, bien que la majorité des tournois ont été remportés par des golfeuses américaines professionnelles, de nombreuses golfeuses non-américaines remportent des tournois : les Japonaise Ayako Okamoto et Yuko Moriguchi, l'Anglaise Laura Davies, la Sud-coréenne Ok-Hee Ku, la Taïwanaise Mei-Chi Cheng et la Suédoise Liselotte Neumann.
L'Américaine Nancy Lopez est désignée « Joueuse de l'année de la LPGA » (« Player of the Year ») pour la quatrième fois de sa carrière mais le classement des gains est remporté par Sherri Turner pour la première fois avec des gains de 350 851 $ en remportant deux victoires dont un tournoi majeur : le Championnat de la LPGA. Les trois autres tournois majeurs sont remportés par Amy Alcott (Nabisco Dinah Shore), Sally Little (Classic du Maurier) et la Suédoise Liselotte Neumann (Open américain).

## Participantes à la saison LPGA 1988
Les participantes ont deux statuts. Certaines sont devenues professionnelles mais de nombreuses amateures prennent également part aux tournois sans toutefois pouvoir recevoir le montant des gains en raison de leur statut.
| Participantes     | Participantes        | Participantes    | Participantes    | Participantes    |
| Professionnelles  | Professionnelles     | Professionnelles | Professionnelles | Professionnelles |
| ----------------- | -------------------- | ---------------- | ---------------- | ---------------- |
| Kristi Albers     | Amy Alcott           | Amy Benz         | Missie Berteotti | JoAnne Carner    |
| Mei-Chi Cheng     | Dawn Coe             | Beth Daniel      | Laura Davies     | Judy Dickinson   |
| Vicki Fergon      | Marta Figueras-Dotti | Shirley Furlong  | Jane Geddes      | Kathy Guadagnino |
| Juli Inkster      | Rosie Jones          | Patty Jordan     | Betsy King       | Ok-Hee Ku        |
| Sally Little      | Nancy Lopez          | Debbie Massey    | Terry-Jo Myers   | Martha Nause     |
| Liselotte Neumann | Ayako Okamoto        | Dottie Pepper    | Kathy Postlewait | Sally Quinlan    |
| Deb Richard       | Patti Rizzo          | Nancy Scranton   | Patty Sheehan    | Jan Stephenson   |
| Sherri Turner     | Colleen Walker       |                  |                  |                  |
| Amateures         |                      |                  |                  |                  |
| Caroline Keggi    |                      |                  |                  |                  |

## Classements saison 1988

### Tableau des gains («Money list»)
Le tableau ci-dessous est le classement des golfeuses par gains obtenus sur cette saison 1988. Le classement par gains est remporté par Sherri Turner avec 350 851 $ remportés.
| Cla. | Golfeuses            | Gains     | Victoires |
| ---- | -------------------- | --------- | --------- |
| 1    | Sherri Turner        | 350 851 $ |           |
| 2    | Patty Sheehan        | 324 171 $ |           |
| 3    | Rosie Jones          | 323 392 $ |           |
| 4    | Coleen Walker        | 318 116 $ |           |
| 5    | Nancy Lopez          | 311 654 $ |           |
| 6    | Amy Alcott           | 285 599 $ |           |
| 7    | Ayako Okamoto        | 280 206 $ |           |
| 8    | Betsy King           | 255 597 $ |           |
| 9    | Jan Stephenson       | 236 739 $ |           |
| 10   | Juli Inkster         | 230 094 $ |           |
| 11   | Kathy Postlewait     | 202 685 $ |           |
| 12   | Liselotte Neumann    | 188 729 $ |           |
| 13   | Ok-hee Ku            | 169 482 $ |           |
| 14   | Laura Davies         | 160 357 $ |           |
| 15   | Marta Figueras-Dotti | 156 065 $ |           |

### Trophée Vare («Vare Trophy»)
Le tableau ci-dessous est le classement des golfeuses par scores les plus bas sur cette saison 1988.
| Cla. | Golfeuses      | Moyenne |
| ---- | -------------- | ------- |
| 1    | Colleen Walker |         |